# Jérémy Abadie
Jérémy Abadie (född 17 oktober 1988) är en fransk fotbollsspelare som för närvarande spelar för La Roche VF.
Han har tidigare spelat för RC Strasbourg.